# Maianthemum henryi
Maianthemum henryi là một loài thực vật có hoa trong họ Măng tây. Loài này được (Baker) LaFrankie mô tả khoa học đầu tiên năm 1986.